# Pneumatopteris superba
Pneumatopteris superba är en kärrbräkenväxtart som först beskrevs av Guido Georg Wilhelm Brause, och fick sitt nu gällande namn av Holtt. Pneumatopteris superba ingår i släktet Pneumatopteris och familjen Thelypteridaceae. Inga underarter finns listade.